# Linda Méziani
Linda Méziani (ur. 2 marca 1979) – algierska lekkoatletka specjalizująca się w skoku o tyczce, do końca 1999 reprezentująca Francję.
W 1997 reprezentowała Francję podczas halowych mistrzostw świata w Paryżu. 26. miejsce w eliminacjach nie dało jej awansu do finału.

## Rekordy życiowe
- skok o tyczce - 4,10 (1999), Méziani jest rekordzistką Algierii  z wynikiem 3,70 (2000), wynik ten wyrównała w 2006 i 2010 Sonia Halliche
- skok o tyczce (hala) – 4,02 (1999)